# 秋田県道160号男鹿停車場線
秋田県道160号男鹿停車場線（あきたけんどう160ごう おがていしゃじょうせん）は、秋田県男鹿市を通る一般県道である。

## 概要
旧男鹿駅駅舎前から秋田県道59号男鹿半島線までの短距離路線である。延長が66メートルだけで県道の標識も設置されていない。

### 路線データ
- 総延長 : 66 m[3]
- 実延長 : 66 m[3]
- 起点 : 秋田県男鹿市船川港船川新浜町9番（男鹿駅、旧駅舎前）[4]北緯39度53分6.59秒 東経139度50分53.78秒[5]
- 終点 : 秋田県男鹿市船川港船川栄町107番（船川港船川交差点、秋田県道59号男鹿半島線[1]交点）[4]北緯39度53分7.41秒 東経139度50分50.44秒
- 未供用区間 : なし[3]

## 歴史
- 1959年（昭和34年）2月17日 - 秋田県道に認定される[4]。

## 路線状況

### 冬期閉鎖区間
- なし[6]

### 交通不能区間
- なし[7]

## 地理

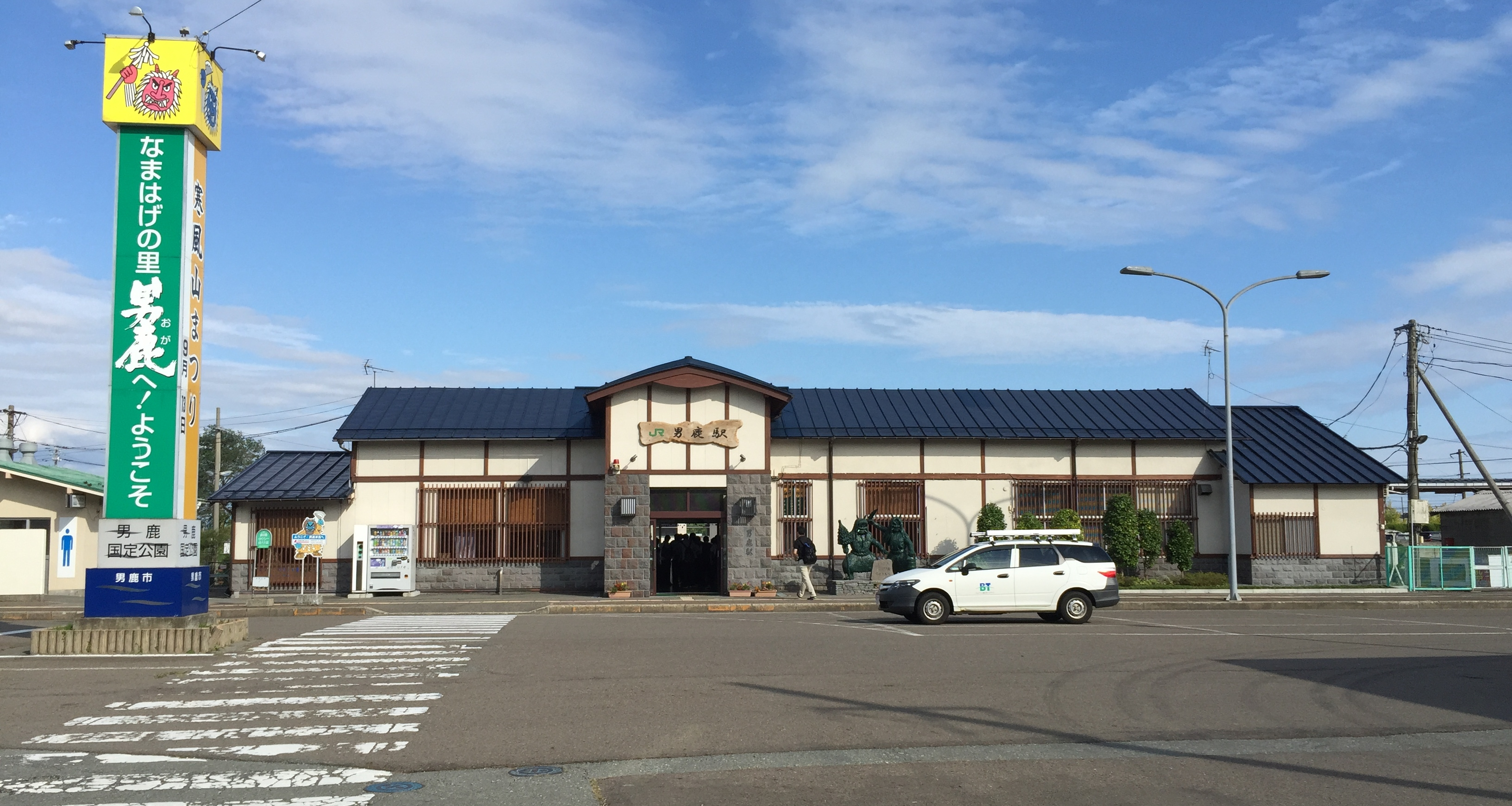
起点・旧男鹿駅

### 交差する道路
| 施設名                      | 接続路線名             | 備考 | 所在地                 |
| --------------------------- | ---------------------- | ---- | ---------------------- |
| 〈旧男鹿駅〉 男鹿駅前交差点 |                        | 起点 | 男鹿市船川港船川新浜町 |
| 船川港船川交差点            | 秋田県道59号男鹿半島線 | 終点 | 男鹿市船川港船川栄町   |

### 沿線の施設
- JR東日本 男鹿線 男鹿駅
- 北都銀行男鹿支店